# ToHeart2
《ToHeart2》(トゥハートツー, 투하트2)는 2004년 일본 아쿠아플러스에서 출시한 비주얼 노벨이다.
일부 사용자들의 요구로 2005년 12월 "ToHeart2 XRATED"가 발매되었으며, 대한민국과 중화인민공화국에서는 각각 2006년에 비공식적으로 한국어와 중국어(간체)로 번역되었다.
동영상 재생에 XviD 재생 엔진을 사용하고 있으며, XviD는 GPL(GNU General Public License)에 근거하는 소프트웨어로서 소스 코드 공개 의무에 따라, 현재 게임 실행 파일의 소스가 공개된 상태이다.
본작의 후속작인 "ToHeart2 AnotherDays"가 2008년 2월 29일에 발매되었다.

## 개요
《ToHeart2》는 리프의 히트작인 To Heart의 후속작이다. 오사카와 도쿄의 2개 개발실에서 공동 제작하는 등 리프의 총력을 기울인 대작이라 할 수 있다. 무대는「투하트」(전작)로부터 2년 뒤의 같은 학교이다.
「To Heart」의 시나리오를 담당한 타카하시 타츠야(일본어: 高橋龍也), 타케바야시 아키히데(일본어: 竹林明秀, 예명 青紫), 그리고 원화 담당자 중 한 사람인 미나즈키 토오루(일본어: 水無月徹, 본명 竹中崇) 등이 이미 퇴사한 탓에 모든 등장 캐릭터가 변경되어, 게임 내용은 전작과의 관계가 적다. 「투하트」가 발매되었을 때부터 많은 팬들이 속편 발매를 희망하고 있었지만, PC판「투하트」의 제작이 완료되었을 당시의 다카하시 다츠야와 미나즈키 토오루는 속편을 만드는 것을 그다지 희망하지 않았고, 따라서 「투하트2」의 제작에 소극적이었다.

## 역사
- 2004년 12월 28일 - PS2판「ToHeart2」및「ToHeart2 초회 한정판」, ToHeart & ToHeart2 한정 디럭스 팩」발매
- 2005년 2월 21일 - 만화「ToHeart2」연재 개시 (월간 코믹 전격 대왕 4월호)
- 2005년 3월 18일 - 만화「ToHeart2~colorful note~」연재 개시 (월간 G 판타지 4월호)
- 2005년 10월 3일 - TV 애니메이션 「ToHeart2」방송 개시
- 2005년 10월 6일 - 인터넷 라디오 「Radio ToHeart2」방송 개시
- 2005년 11월 25일 - PC판 소프트「ToHeart2 데스크톱 액세서리」발매
- 2005년 12월 9일 - PC판「ToHeart2 XRATED」(청소년 이용불가(18세 이용가)) 초회 한정판 발매
- 2005년 12월 22일 - PC판 「ToHeart2 XRATED」통상판 발매
- 2007년 2월 28일 ~ 9월 28일 - 애니메이션 OVA ToHeart2 발매(전 3권)
- 2008년 2월 15일 - 인터넷 라디오「사사라, 마량의 학생회 회장 라디오 for ToHeart2」방송 개시
- 2008년 2월 29일 - PC판 게임 「ToHeart2 Another Days」발매
- 2008년 3월 26일 ~ 8월 8일 - 애니메이션 ToHeart2ad 발매(전 2권)
- 2008년 7월 26일 - 만화「ToHeart 2 Another Days」연재 개시 (전격G's 페스티벌!! 코믹 Vol.3)
- 2008년 7월 2일 - 만화「ToHeart2 SD 학생회 데이즈」연재 개시 (만화 팔레트 라이트 Vol.5) 발매 개시
- 2009년 4월 24일 - 애니메이션 ToHeart2 adplus 발매(전 3권)
- 2009년 7월 30일 - PSP 게임 「ToHeart2 PORTABLE」발매
- 2009년 9월 7일 - 인터넷 라디오「쿠르스가와 중공 Presents 메이드로봇 3자매 라디오 시작했습니다」방송 개시
- 2010년 9월 23일 ~ 2010년 12월 22일 - 애니메이션 ToHeart2 adnext 발매(전 2권)
- 2011년 9월 22일 - PS3판「ToHeart2 DX PLUS」발매

## ToHeart2 Another Days
《ToHeart2 Another Days》는 2008년 2월 29일 발매한 리프사의 신작 연애 어드벤처 게임이다. 선행 예약한 자들에겐 선행 배송을 하였고, 2월 29일 초회한정판이 발매되었다.
ToHeart2 Another Days는 투하트2의 후속 내용을 다루고 있으며, 새로운 캐릭터들이 다수 등장하지만, ToHeart2 에 등장한 코노미와 타마키도 포함되어 있다. 원래 2007년 12월 14일 발매예정이었으나 연기되었었다.

### 게임 정보
제품정보
- 타이틀: Toheart2 AnotherDays
- 장르: AVG(18금)
- 발매일: 2008년 2월 29일
- 호환 운영 체제: 윈도우 2000/윈도우 XP/윈도우 비스타 일본어판
- 가격: 9240엔
- 미디어: DVD-ROM
- JAN코드: 4996802071200
- 초회한정판 특전: Toheart2 ORIGINAL SOUND TRACK

최소사양
- CPU: 펜티엄 3 800 MHz
- 필요 메모리: 256MB
- 하드디스크 용량: 5GB
- 그래픽: 풀컬러/800x600 해상도/DirectX 9.0c 이상/VRAM 16MB 이상의 그래픽 카드 (지포스, 레이디언 권장)

## 애니메이션
2005년 10월부터 12월까지 전 13화와 특별편(전 14주)이 방송되었다. 특별편은 제11화와 제12화 사이에 삽입된 총집편으로 일부 패키지 소프트웨어에는 수록되어 있지 않다.

### 스태프
- 원작 - 아쿠아플러스
- 캐릭터 원안 - 미츠미 미사토, 카와타 히사시, 아마즈유 타츠키, 나카무라 타케시
- 이그제큐티브 프로듀서 - 시모카와 나오야, 이치하시 코지, 오이카와 타케시, 카와무라 아키히로, 오쿠노 토시아키
- 감독 - 스토 노리히코
- 시리즈 구성 - 야마구치 히로시
- 캐릭터 디자인·총작화 감독 - 니시오 키미타케
- 미술 감독 - 이가키 히로시
- 색채 설계 - 오오츠키 코지
- CG 디렉터 - 사토 마코토
- 촬영 감독 - 카메다 미키
- 편집 - 나가사카 토모키
- 음향 감독 - 아케타가와 진
- 음악 - 하네오카 케이, 유닛츠
- 음악 제작 - 프론티어 웍스
- 프로듀서 - 모치즈키 유타로, 나가타니 타카유키, 마츠나가 타카유키, 오오모리 히로유키
- 애니메이션 프로듀서 - 이구치 노리아키
- 애니메이션 제작 - OLM Team IGUCHI
- 제작 - TH2 Works

### 주제가
오프닝 테마 〈Hello〉
작사 - 스타니 나오코 / 작곡 - 시모카와 나오야 / 편곡 - 시모카와 나오야, 마츠오카 준야 / 노래 - 이케다 하루나
엔딩 테마 〈トモシビ〉
작사·작곡 - 츠바사 아키코 / 편곡 - 4 Tree Music / 노래 - Suara

### 방영 목록
| 화수 | 제목                            | 각본            | 그림 콘티                     | 연출              | 작화 감독                       | 방송일          |
| ---- | ------------------------------- | --------------- | ----------------------------- | ----------------- | ------------------------------- | --------------- |
| 1    | 新しい制服 새로운 교복          | 야마구치 히로시 | 스토 노리히코                 | 스토 노리히코     | 이노우에 유코                   | 2005년 10월 4일 |
| 2    | おさななじみ 소꿉친구           | 나카세 리카     | 마츠우라 조헤이               | 마츠우라 조헤이   | 스기모토 코지 스기토 사유리     | 10월 11일       |
| 3    | 小さなお茶会 작은 다과회        | 야마구치 히로시 | 마키노 유키히로               | 시노자키 야스유키 | 우시지마 유지                   | 10월 18일       |
| 4    | 自転車 자전거                   | 후지타 신조     | 나카무라 노리유키 오가와 코지 | 요코타 카즈요시   | 후루이케 토시야                 | 10월 25일       |
| 5    | 勧誘 유혹                       | 야마구치 히로시 | 이토 마슈                     | 이토 마슈         | 이노우에 유코 노구치 타카유키   | 11월 1일        |
| 6    | 七輪と少女 칠륜과 소녀          | 후지타 신조     | 마키노 유키히로               | 나카가와 사토시   | 키노시타 카즈에                 | 11월 8일        |
| 7    | UFO                             | 야마구치 히로시 | 마츠우라 조헤이               | 마츠우라 조헤이   | 호소다 츄타                     | 11월 15일       |
| 8    | すれちがう想い 엇갈리는 마음    | 나카세 리카     | 이토 마슈                     | 요코타 카즈요시   | 후루이케 토시야                 | 11월 22일       |
| 9    | ふたり 둘                       | 나카세 리카     | 이토 마슈                     | 이토 마슈         | 노구치 타카유키 사다이 히데키   | 11월 29일       |
| 10   | 約束 약속                       | 후지타 신조     | 마키노 유키히로               | 마키노 유키히로   | 키노시타 카즈에                 | 12월 6일        |
| 11   | 満開の八重桜 만개의 여덟겹 벚꽃 | 야마구치 히로시 | 마츠우라 조헤이               | 마츠우라 조헤이   | 양병기                          | 12월 13일       |
| 12   | 春風 봄바람                     | 나카세 리카     | 요코타 카즈요시               | 요코타 카즈요시   | 후루이케 토시야                 | 12월 27일       |
| 13   | はじまりの朝 첫 아침            | 야마구치 히로시 | 스토 노리히코                 | 스토 노리히코     | 니시오 키미타케 지츠하라 노보루 | 2006년 1월 3일  |

## 같이 보기
- 투하트 (전작)